# 東半球

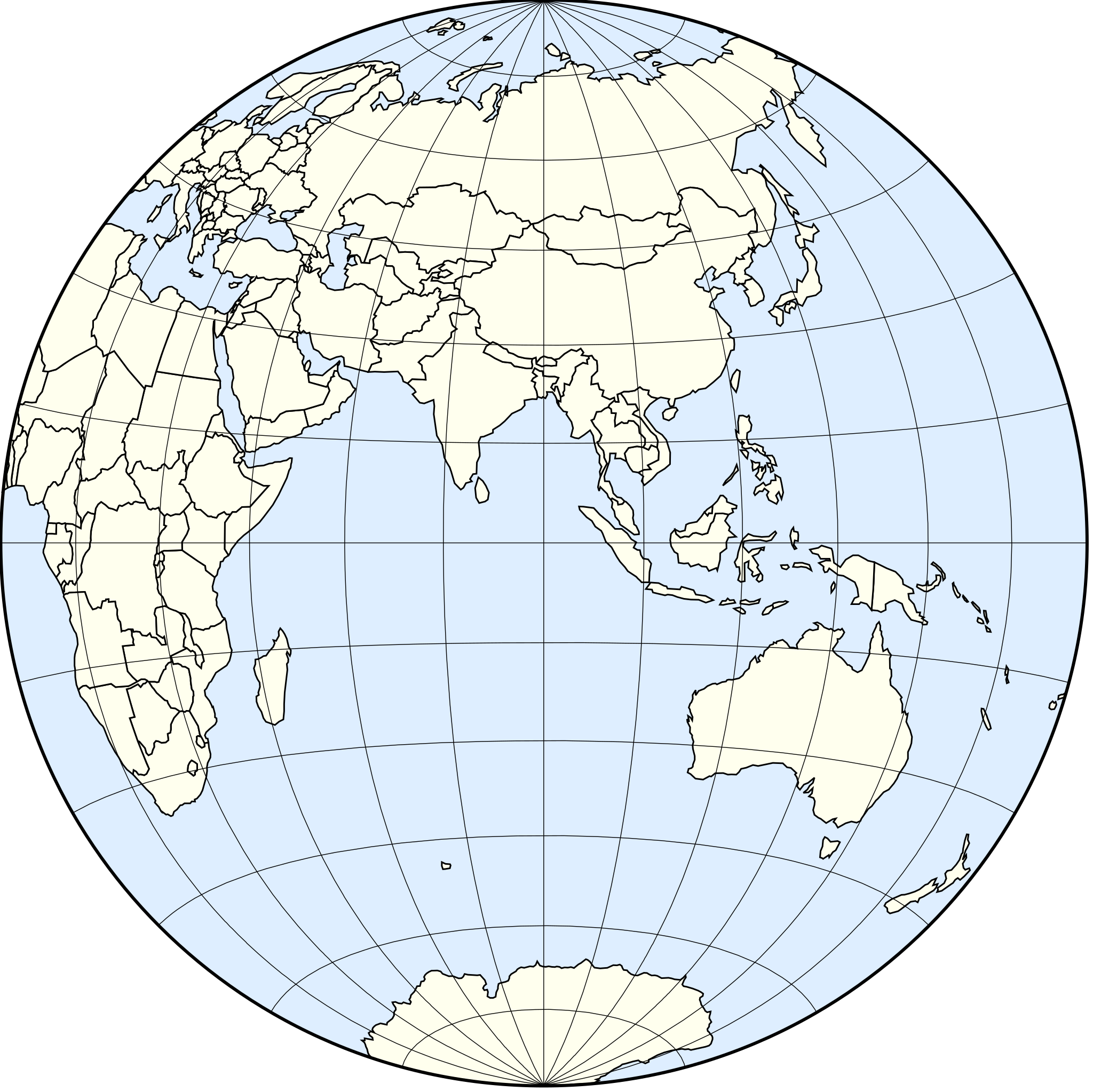
東半球

東半球（ひがしはんきゅう）とは、地球の内、本初子午線から東回りに東経180度（180度経線）までの半分のことである。残余の部分を西半球という。
東半球で経度を示すには、東経を用いる。
東半球には、
- ユーラシア大陸の西端と東端を除くほとんどの部分
- アフリカ大陸の大部分東部地域
- オーストラリア大陸
- 南極大陸の東南極
- 大西洋の一部東部地域
- 太平洋の西部
- インド洋

などが含まれる。
英語では、東半球はeastern hemisphere（全て小文字）というが、頭文字を大文字で書いたEastern Hemisphere（またはEastern hemisphere）は、ほぼ旧世界と同じ意味で用いられる。Eastern Hemisphereに含まれるのは、一般にはユーラシア・アフリカ・オセアニアである。これは、Western Hemisphere（西半球）をアメリカ大陸とその周辺を指す（新世界からオーストラリア大陸を除いたもの）意味で用いるのに対応したものである。